# ウェウェコヨトル

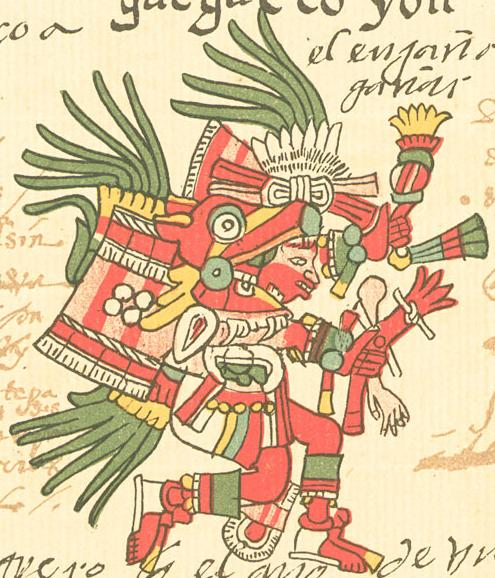
ウェウェコヨトル

ウェウェコヨトル（ナワ語群: Huehuecoyotl, /wewekoyot/）は、アステカ神話における、音楽、ダンス、歌のトリックスター神。その名は「老いたコヨーテ」を意味する。
他の神々をよく騙す。また、自身の退屈しのぎのために、人間間の争いを誘発するとされた。
ショロトルと同一視されることがある。